# Henri Van den Bulcke
Henri Van den Bulcke (* 1889; † 1947) war ein belgischer Eishockeyspieler und -funktionär.

## Karriere
Henri van den Bulcke stand im Kader der belgischen Eishockeynationalmannschaft, die 1913 bei der Europameisterschaft vor der böhmischen Eishockeynationalmannschaft die Goldmedaille gewann. Parallel zu seiner Tätigkeit als Spieler engagierte sich der Belgier als Eishockeyfunktionär und war von 1912 bis 1920 sowohl erster Präsident der Koninklijke Belgische IJshockey Federatie, als auch in zwei Amtszeiten, von 1912 bis 1914 und nach seiner Wiederwahl von 1914 bis 1920 als Nachfolger des Franzosen Louis Magnus zweiter Präsident in der Geschichte der Internationalen Eishockey-Föderation IIHF. Sein Nachfolger im belgischen Eishockeyverband wurde Paul Loicq, der 1922 auch die Präsidentschaft der IIHF übernahm.

## Erfolge und Auszeichnungen
- 1913 Goldmedaille bei der Europameisterschaft